# Михайленко, Валерий Владимирович
Вале́рий Влади́мирович Михайле́нко (укр. Валерій Володимирович Михайленко; род. 8 апреля 1982) — украинский футболист, выступавший на позиции защитника.

## Биография
Воспитанник ДЮСШ кировоградской «Звезды», где занимался под руководством Вадима Даренко. Дебютировал в основной команде кировоградцев в Высшей лиге 29 мая 1999 года, на 76-й минуте домашнего матча против симферопольской «Таврии» выйдя на замену вместо Станислава Козакова. Защищал цвета «Звезды» на протяжении пяти сезонов, в том числе после вылета команды в Первую лигу в 2000 году. Также выступал за «Звезду-2» во втором дивизионе. Последнюю игру на профессиональном уровне провёл в сезоне 2002/2003, в котором кировоградский коллектив стал победителем Первой лиги и вернулся в элитный дивизион украинского футбола.
Завершив выступления стал тренером. Длительное время работал руководителем научно-методической группы в луганской «Заре». После ухода из команды главного тренера Юрия Вернидуба, Михайленко продолжил работать в его штабе в других клубах, на должности тренера-аналитика.

## Достижения
- Победитель Первой лиги чемпионата Украины: 2002/03